# Lower King
Lower King is een plaats in de regio Great Southern in West-Australië.
Het ligt aan de monding van de rivier de King, 422 kilometer ten zuidzuidoosten van de West-Australische hoofdstad Perth, 6 kilometer ten zuiden van het aan de South Coast Highway gelegen King River en 10 kilometer ten noordoosten van Albany.
Lower King maakt deel uit van het lokale bestuursgebied (LGA) City of Albany waarvan Albany de hoofdplaats is. Het telde 1.890 inwoners in 2021 tegenover 1.605 in 2006.
Reeds in de jaren 1830 vestigden de eerste Europeanen zich er. Zeehondenjagers hadden er hun uitvalsbasis. Lower King werd echter pas in 1959 officieel gesticht. Het is vernoemd naar de rivier die naar ontdekkingsreiziger Phillip Parker King werd vernoemd. King was kapitein van de Mermaid en voerde er in januari 1818 hydrografische onderzoekingen uit.